# Cheiloneurus unicolor
Cheiloneurus unicolor är en stekelart som beskrevs av Mercet 1922. Cheiloneurus unicolor ingår i släktet Cheiloneurus och familjen sköldlussteklar. Inga underarter finns listade i Catalogue of Life.